# Eligma hypsoides
Eligma hypsoides är en fjärilsart som beskrevs av Walker 1869. Eligma hypsoides ingår i släktet Eligma och familjen trågspinnare. Inga underarter finns listade i Catalogue of Life.